# 24 uur van Le Mans 1998

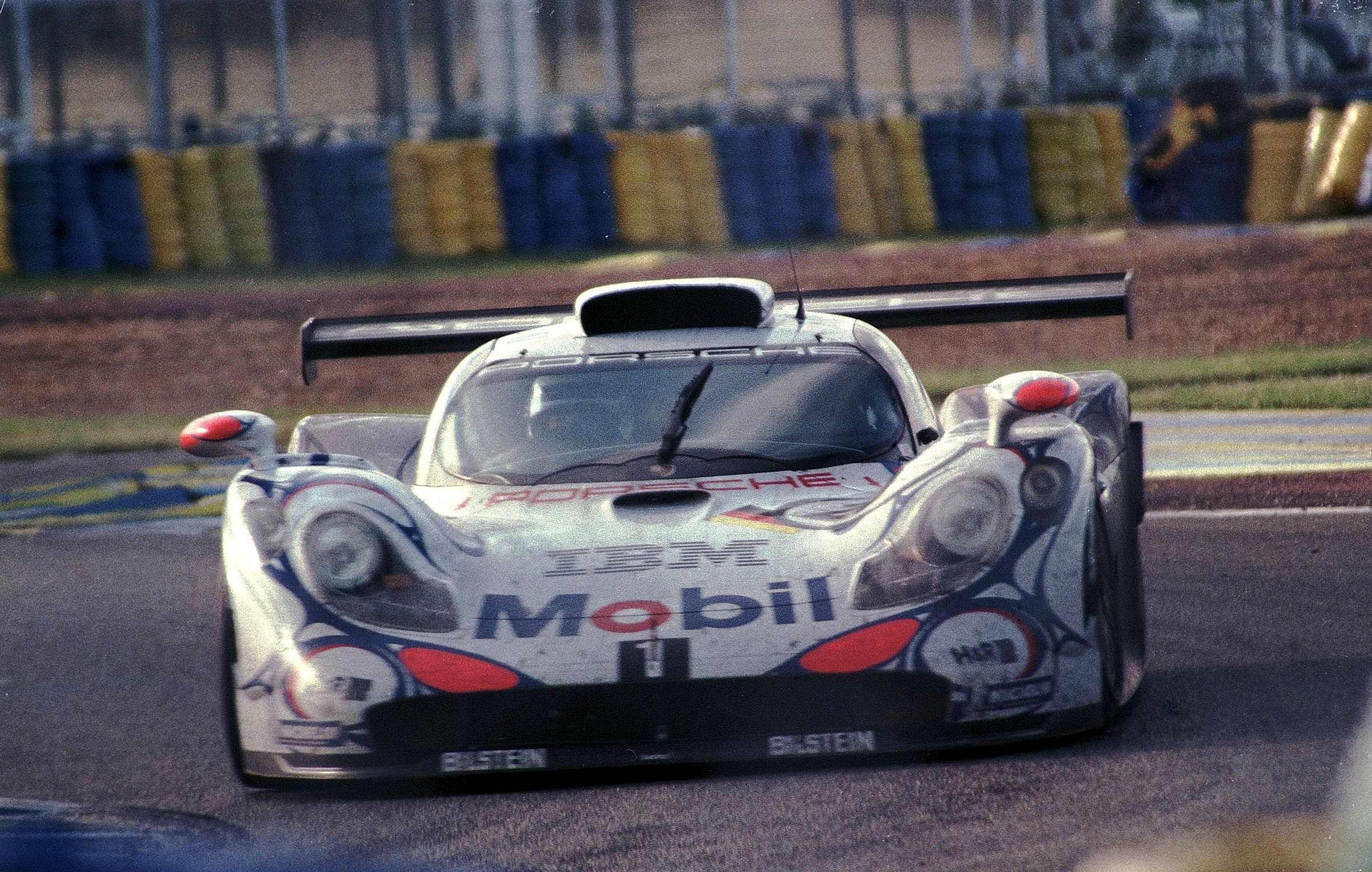
De winnende auto: de Porsche 911 GT1-98 #26.

De 24 uur van Le Mans 1998 was de 66e editie van deze endurancerace. De race werd verreden op 6 en 7 juni 1998 op het Circuit de la Sarthe nabij Le Mans, Frankrijk.
De race werd gewonnen door de Porsche AG #26 van Laurent Aïello, Allan McNish en Stéphane Ortelli. Zij behaalden allemaal hun eerste Le Mans-zege. De LMP1-klasse werd gewonnen door de Doyle-Risi Racing #12 van Wayne Taylor, Eric van de Poele en Fermín Vélez. De LMGT2-klasse werd gewonnen door de Viper Team Oreca #53 van Justin Bell, David Donohue en Luca Drudi. De LMP2-klasse kende slechts een inschrijving, de Didier Bonnet #22, die niet aan de finish kwam. Voor deze klasse werd geen winnaar aangewezen.

## Race
Winnaars in hun klasse zijn vetgedrukt.
| Pos. | Klasse | No. | Team                             | Coureurs                                                  | Chassis                            | Banden | Ronden |
| Pos. | Klasse | No. | Team                             | Coureurs                                                  | Motor                              | Banden | Ronden |
| ---- | ------ | --- | -------------------------------- | --------------------------------------------------------- | ---------------------------------- | ------ | ------ |
| 1    | LMGT1  | 26  | Porsche AG                       | Laurent Aïello Allan McNish Stéphane Ortelli              | Porsche 911 GT1-98                 | M      | 351    |
| 1    | LMGT1  | 26  | Porsche AG                       | Laurent Aïello Allan McNish Stéphane Ortelli              | Porsche 3.2L Turbo Flat-6          | M      | 351    |
| 2    | LMGT1  | 25  | Porsche AG                       | Jörg Müller Uwe Alzen Bob Wollek                          | Porsche 911 GT1-98                 | M      | 350    |
| 2    | LMGT1  | 25  | Porsche AG                       | Jörg Müller Uwe Alzen Bob Wollek                          | Porsche 3.2L Turbo Flat-6          | M      | 350    |
| 3    | LMGT1  | 32  | Nissan Motorsport                | Aguri Suzuki Kazuyoshi Hoshino Masahiko Kageyama          | Nissan R390 GT1                    | B      | 348    |
| 3    | LMGT1  | 32  | Nissan Motorsport                | Aguri Suzuki Kazuyoshi Hoshino Masahiko Kageyama          | Nissan VRH35L 3.5L Turbo V8        | B      | 348    |
| 4    | LMGT1  | 40  | Gulf Team Davidoff McLaren       | Steve O'Rourke Tim Sugden Bill Auberlen                   | McLaren F1 GTR                     | P      | 343    |
| 4    | LMGT1  | 40  | Gulf Team Davidoff McLaren       | Steve O'Rourke Tim Sugden Bill Auberlen                   | BMW S70 6.0L V12                   | P      | 343    |
| 5    | LMGT1  | 30  | Nissan Motorsport                | John Nielsen Michael Krumm Franck Lagorce                 | Nissan R390 GT1                    | B      | 342    |
| 5    | LMGT1  | 30  | Nissan Motorsport                | John Nielsen Michael Krumm Franck Lagorce                 | Nissan VRH35L 3.5L Turbo V8        | B      | 342    |
| 6    | LMGT1  | 31  | Nissan Motorsport                | Jan Lammers Érik Comas Andrea Montermini                  | Nissan R390 GT1                    | B      | 342    |
| 6    | LMGT1  | 31  | Nissan Motorsport                | Jan Lammers Érik Comas Andrea Montermini                  | Nissan VRH35L 3.5L Turbo V8        | B      | 342    |
| 7    | LMGT1  | 45  | Panoz Motor Sports               | David Brabham Andy Wallace Jamie Davies                   | Panoz GTR-1                        | M      | 335    |
| 7    | LMGT1  | 45  | Panoz Motor Sports               | David Brabham Andy Wallace Jamie Davies                   | Ford-Roush 6.0L V8                 | M      | 335    |
| 8    | LMP1   | 12  | Doyle-Risi Racing                | Wayne Taylor Eric van de Poele Fermín Vélez               | Ferrari 333 SP                     | P      | 332    |
| 8    | LMP1   | 12  | Doyle-Risi Racing                | Wayne Taylor Eric van de Poele Fermín Vélez               | Ferrari F310E 4.0L V12             | P      | 332    |
| 9    | LMGT1  | 27  | Toyota Motorsport                | Ukyo Katayama Toshio Suzuki Keiichi Tsuchiya              | Toyota GT-One                      | M      | 326    |
| 9    | LMGT1  | 27  | Toyota Motorsport                | Ukyo Katayama Toshio Suzuki Keiichi Tsuchiya              | Toyota R36V 3.6L Turbo V8          | M      | 326    |
| 10   | LMGT1  | 33  | Nissan Motorsport                | Satoshi Motoyama Takuya Kurosawa Masami Kageyama          | Nissan R390 GT1                    | B      | 319    |
| 10   | LMGT1  | 33  | Nissan Motorsport                | Satoshi Motoyama Takuya Kurosawa Masami Kageyama          | Nissan VRH35L 3.5L Turbo V8        | B      | 319    |
| 11   | LMGT2  | 53  | Viper Team Oreca                 | Justin Bell David Donohue Luca Drudi                      | Chrysler Viper GTS-R               | M      | 317    |
| 11   | LMGT2  | 53  | Viper Team Oreca                 | Justin Bell David Donohue Luca Drudi                      | Chrysler 8.0L V10                  | M      | 317    |
| 12   | LMP1   | 16  | Kremer Racing                    | Rocky Agusta Almo Coppelli Xavier Pompidou                | Kremer K8/2 Spyder                 | G      | 314    |
| 12   | LMP1   | 16  | Kremer Racing                    | Rocky Agusta Almo Coppelli Xavier Pompidou                | Porsche Type-935 3.2L Turbo Flat-6 | G      | 314    |
| 13   | LMGT2  | 51  | Viper Team Oreca                 | Olivier Beretta Pedro Lamy Tommy Archer                   | Chrysler Viper GTS-R               | M      | 312    |
| 13   | LMGT2  | 51  | Viper Team Oreca                 | Olivier Beretta Pedro Lamy Tommy Archer                   | Chrysler 8.0L V10                  | M      | 312    |
| 14   | LMP1   | 3   | Moretti Racing Inc.              | Gianpiero Moretti Mauro Baldi Didier Theys                | Ferrari 333 SP                     | Y      | 311    |
| 14   | LMP1   | 3   | Moretti Racing Inc.              | Gianpiero Moretti Mauro Baldi Didier Theys                | Ferrari F310E 4.0L V12             | Y      | 311    |
| 15   | LMP1   | 24  | Courage Compétition              | Yojiro Terada Franck Fréon Olivier Thévenin               | Courage C41                        | M      | 304    |
| 15   | LMP1   | 24  | Courage Compétition              | Yojiro Terada Franck Fréon Olivier Thévenin               | Porsche Type-935 3.0L Turbo Flat-6 | M      | 304    |
| 16   | LMP1   | 15  | La Filière                       | Henri Pescarolo Olivier Grouillard Franck Montagny        | Courage C36                        | M      | 300    |
| 16   | LMP1   | 15  | La Filière                       | Henri Pescarolo Olivier Grouillard Franck Montagny        | Porsche Type-935 3.0L Turbo Flat-6 | M      | 300    |
| 17   | LMGT2  | 64  | Roock Racing Motorsport          | Claudia Hürtgen Michel Ligonnet Robert Nearn              | Porsche 911 GT2                    | Y      | 285    |
| 17   | LMGT2  | 64  | Roock Racing Motorsport          | Claudia Hürtgen Michel Ligonnet Robert Nearn              | Porsche 3.8L Turbo Flat-6          | Y      | 285    |
| 18   | LMGT2  | 69  | Michel Nourry                    | Michel Nourry Thierry Perrier Jean-Louis Ricci            | Porsche 911 GT2                    | G      | 276    |
| 18   | LMGT2  | 69  | Michel Nourry                    | Michel Nourry Thierry Perrier Jean-Louis Ricci            | Porsche 3.6L Turbo Flat-6          | G      | 276    |
| 19   | LMGT2  | 56  | Chamberlain Engineering          | Gary Ayles Matt Turner Hans Hugenholtz jr.                | Chrysler Viper GTS-R               | D      | 270    |
| 19   | LMGT2  | 56  | Chamberlain Engineering          | Gary Ayles Matt Turner Hans Hugenholtz jr.                | Chrysler 8.0L V10                  | D      | 270    |
| 20   | LMGT2  | 68  | Elf Haberthur Racing             | Éric Graham Hervé Poulain Jean-Luc Maury-Laribière        | Porsche 911 GT2                    | D      | 268    |
| 20   | LMGT2  | 68  | Elf Haberthur Racing             | Éric Graham Hervé Poulain Jean-Luc Maury-Laribière        | Porsche 3.6L Turbo Flat-6          | D      | 268    |
| 21   | LMGT2  | 55  | Chamberlain Engineering          | Ni Amorim Gonçalo Gomes Manuel Mello-Breyner              | Chrysler Viper GTS-R               | D      | 264    |
| 21   | LMGT2  | 55  | Chamberlain Engineering          | Ni Amorim Gonçalo Gomes Manuel Mello-Breyner              | Chrysler 8.0L V10                  | D      | 264    |
| 22   | LMGT2  | 65  | Roock Racing Motorsport          | Rob Schirle André Ahrlé David Warnock                     | Porsche 911 GT2                    | Y      | 247    |
| 22   | LMGT2  | 65  | Roock Racing Motorsport          | Rob Schirle André Ahrlé David Warnock                     | Porsche 3.6L Turbo Flat-6          | Y      | 247    |
| 23   | LMGT2  | 72  | Larbre Compétition               | Patrice Goueslard Jean-Luc Chéreau Pierre Yver            | Porsche 911 GT2                    | M      | 240    |
| 23   | LMGT2  | 72  | Larbre Compétition               | Patrice Goueslard Jean-Luc Chéreau Pierre Yver            | Porsche 3.6L Turbo Flat-6          | M      | 240    |
| DNF  | LMGT1  | 29  | Toyota Motorsport                | Thierry Boutsen Ralf Kelleners Geoff Lees                 | Toyota GT-One                      | M      | 330    |
| DNF  | LMGT1  | 29  | Toyota Motorsport                | Thierry Boutsen Ralf Kelleners Geoff Lees                 | Toyota R36V 3.6L Turbo V8          | M      | 330    |
| DNF  | LMGT2  | 71  | Estoril Racing                   | Michel Maisonneuve Manuel Monteiro Michel Monteiro        | Porsche 911 GT2                    | P      | 277    |
| DNF  | LMGT2  | 71  | Estoril Racing                   | Michel Maisonneuve Manuel Monteiro Michel Monteiro        | Porsche 3.6L Turbo Flat-6          | P      | 277    |
| DNF  | LMGT1  | 44  | Panoz Motor Sports               | Éric Bernard Christophe Tinseau Johnny O'Connell          | Panoz GTR-1                        | M      | 236    |
| DNF  | LMGT1  | 44  | Panoz Motor Sports               | Éric Bernard Christophe Tinseau Johnny O'Connell          | Ford-Roush 6.0L V8                 | M      | 236    |
| DNF  | LMP1   | 13  | Courage Compétition              | Didier Cottaz Marc Goossens Jean-Philippe Belloc          | Courage C51                        | M      | 232    |
| DNF  | LMP1   | 13  | Courage Compétition              | Didier Cottaz Marc Goossens Jean-Philippe Belloc          | Nissan VRH35Z 3.0L Turbo V8        | M      | 232    |
| DNF  | LMGT1  | 41  | Gulf Team Davidoff McLaren       | Thomas Bscher Emanuele Pirro Rinaldo Capello              | McLaren F1 GTR                     | G      | 228    |
| DNF  | LMGT1  | 41  | Gulf Team Davidoff McLaren       | Thomas Bscher Emanuele Pirro Rinaldo Capello              | BMW S70 6.0L V12                   | G      | 228    |
| DNF  | LMP1   | 8   | Porsche AG                       | Pierre-Henri Raphanel David Murry James Weaver            | Porsche LMP1-98                    | M      | 218    |
| DNF  | LMP1   | 8   | Porsche AG                       | Pierre-Henri Raphanel David Murry James Weaver            | Porsche Type-935 3.2L Turbo Flat-6 | M      | 218    |
| DNF  | LMP1   | 10  | Pilot Racing                     | Michel Ferté Pascal Fabre François Migault                | Ferrari 333 SP                     | D      | 203    |
| DNF  | LMP1   | 10  | Pilot Racing                     | Michel Ferté Pascal Fabre François Migault                | Ferrari F310E 4.0L V12             | D      | 203    |
| DNF  | LMGT2  | 67  | Elf Haberthur Racing             | Michel Neugarten Jean-Claude Lagniez David Smadja         | Porsche 911 GT2                    | D      | 198    |
| DNF  | LMGT2  | 67  | Elf Haberthur Racing             | Michel Neugarten Jean-Claude Lagniez David Smadja         | Porsche 3.6L Turbo Flat-6          | D      | 198    |
| DNF  | LMGT1  | 28  | Toyota Motorsport                | Martin Brundle Emmanuel Collard Éric Hélary               | Toyota GT-One                      | M      | 191    |
| DNF  | LMGT1  | 28  | Toyota Motorsport                | Martin Brundle Emmanuel Collard Éric Hélary               | Toyota R36V 3.6L Turbo V8          | M      | 191    |
| DNF  | LMP1   | 5   | Jabouille-Boursche               | Vincenzo Sospiri Jean-Christophe Boullion Jérôme Policand | Ferrari 333 SP                     | M      | 187    |
| DNF  | LMP1   | 5   | Jabouille-Boursche               | Vincenzo Sospiri Jean-Christophe Boullion Jérôme Policand | Ferrari F310E 4.0L V12             | M      | 187    |
| DNF  | LMGT2  | 60  | Société Chereau                  | Jean-Pierre Jarier Carl Rosenblad Robin Donovan           | Porsche 911 GT2                    | M      | 164    |
| DNF  | LMGT2  | 60  | Société Chereau                  | Jean-Pierre Jarier Carl Rosenblad Robin Donovan           | Porsche 3.6L Turbo Flat-6          | M      | 164    |
| DNF  | LMGT2  | 62  | CJ Motorsport                    | John Morton John Graham Harald Grohs                      | Porsche 911 GT2                    | G      | 164    |
| DNF  | LMGT2  | 62  | CJ Motorsport                    | John Morton John Graham Harald Grohs                      | Porsche 3.6L Turbo Flat-6          | G      | 164    |
| DNF  | LMP1   | 21  | Philippe Gache                   | Philippe Gache Wayne Gardner Didier de Radiguès           | Riley & Scott Mk III               | P      | 155    |
| DNF  | LMP1   | 21  | Philippe Gache                   | Philippe Gache Wayne Gardner Didier de Radiguès           | Ford 5.1L V8                       | P      | 155    |
| DNF  | LMP1   | 14  | Courage Compétition              | Fredrik Ekblom Patrice Gay Takeshi Tsuchiya               | Courage C51                        | M      | 126    |
| DNF  | LMP1   | 14  | Courage Compétition              | Fredrik Ekblom Patrice Gay Takeshi Tsuchiya               | Nissan VRH35Z 3.5L Turbo V8        | M      | 126    |
| DNF  | LMP1   | 7   | Porsche AG                       | Michele Alboreto Stefan Johansson Yannick Dalmas          | Porsche LMP1-98                    | M      | 107    |
| DNF  | LMP1   | 7   | Porsche AG                       | Michele Alboreto Stefan Johansson Yannick Dalmas          | Porsche Type-935 3.2L Turbo Flat-6 | M      | 107    |
| DNF  | LMP2   | 22  | Didier Bonnet                    | Lionel Robert Édouard Sezionale Pierre Bruneau            | Debora LMP296                      | M      | 106    |
| DNF  | LMP2   | 22  | Didier Bonnet                    | Lionel Robert Édouard Sezionale Pierre Bruneau            | BMW S50 3.2L I6                    | M      | 106    |
| DNF  | LMGT2  | 61  | Krauss Race Sports International | Bernhard Müller Michael Trunk Ernst Palmberger            | Porsche 911 GT2                    | D      | 71     |
| DNF  | LMGT2  | 61  | Krauss Race Sports International | Bernhard Müller Michael Trunk Ernst Palmberger            | Porsche 3.6L Turbo Flat-6          | D      | 71     |
| DNF  | LMP1   | 1   | Team BMW Motorsport              | Hans-Joachim Stuck Steve Soper Tom Kristensen             | BMW V12 LM                         | M      | 60     |
| DNF  | LMP1   | 1   | Team BMW Motorsport              | Hans-Joachim Stuck Steve Soper Tom Kristensen             | BMW S70 6.0L V12                   | M      | 60     |
| DNF  | LMP1   | 2   | Team BMW Motorsport              | Pierluigi Martini Joachim Winkelhock Johnny Cecotto       | BMW V12 LM                         | M      | 43     |
| DNF  | LMP1   | 2   | Team BMW Motorsport              | Pierluigi Martini Joachim Winkelhock Johnny Cecotto       | BMW S70 6.0L V12                   | M      | 43     |
| DNF  | LMGT1  | 36  | AMG-Mercedes                     | Jean-Marc Gounon Ricardo Zonta Christophe Bouchut         | Mercedes-Benz CLK-LM               | B      | 31     |
| DNF  | LMGT1  | 36  | AMG-Mercedes                     | Jean-Marc Gounon Ricardo Zonta Christophe Bouchut         | Mercedes-Benz GT108B 5.0L V8       | B      | 31     |
| DNF  | LMGT2  | 50  | Viper Team Oreca                 | Karl Wendlinger Marc Duez Patrick Huisman                 | Chrysler Viper GTS-R               | M      | 28     |
| DNF  | LMGT2  | 50  | Viper Team Oreca                 | Karl Wendlinger Marc Duez Patrick Huisman                 | Chrysler 8.0L V10                  | M      | 28     |
| DNF  | LMGT2  | 70  | Konrad Motorsport                | Franz Konrad Larry Schumacher Nick Ham                    | Porsche 911 GT2                    | D      | 24     |
| DNF  | LMGT2  | 70  | Konrad Motorsport                | Franz Konrad Larry Schumacher Nick Ham                    | Porsche 3.6L Turbo Flat-6          | D      | 24     |
| DNF  | LMGT1  | 35  | AMG-Mercedes                     | Bernd Schneider Mark Webber Klaus Ludwig                  | Mercedes-Benz CLK-LM               | B      | 19     |
| DNF  | LMGT1  | 35  | AMG-Mercedes                     | Bernd Schneider Mark Webber Klaus Ludwig                  | Mercedes-Benz GT108B 5.0L V8       | B      | 19     |
| DNF  | LMGT2  | 73  | Konrad Motorsport                | Toni Seiler Peter Kitchak Angelo Zadra                    | Porsche 911 GT2                    | D      | 2      |
| DNF  | LMGT2  | 73  | Konrad Motorsport                | Toni Seiler Peter Kitchak Angelo Zadra                    | Porsche 3.6L Turbo Flat-6          | D      | 2      |

1923 · 1924 · 1925 · 1926 · 1927 · 1928 · 1929 · 1930 · 1931 · 1932 · 1933 · 1934 · 1935 · 1936 · 1937 · 1938 · 1939 · 1940 - 1948 · 1949 · 1950 · 1951 · 1952 · 1953 · 1954 · 1955 (Ramp) · 1956 · 1957 · 1958 · 1959 · 1960 · 1961 · 1962 · 1963 · 1964 · 1965 · 1966 · 1967 · 1968 · 1969 · 1970 · 1971 · 1972 · 1973 · 1974 · 1975 · 1976 · 1977 · 1978 · 1979 · 1980 · 1981 · 1982 · 1983 · 1984 · 1985 · 1986 · 1987 · 1988 · 1989 · 1990 · 1991 · 1992 · 1993 · 1994 · 1995 · 1996 · 1997 · 1998 · 1999 · 2000 · 2001 · 2002 · 2003 · 2004 · 2005 · 2006 · 2007 · 2008 · 2009 · 2010 · 2011 · 2012 · 2013 · 2014 · 2015 · 2016 · 2017 · 2018 · 2019 · 2020 · 2021 · 2022 · 2023 · 2024